# Nereis posidoniae
Nereis posidoniae är en ringmaskart som beskrevs av Anne D. Hutchings och Rainer 1979. Nereis posidoniae ingår i släktet Nereis och familjen Nereididae. Inga underarter finns listade i Catalogue of Life.